# Böbingen (Pfalz)
Böbingen település Németországban, Rajna-vidék-Pfalz tartományban. Lakosainak száma 770 fő (2023. december 31.).

## Népesség
A település népességének változása:
| Lakosok száma | 500  | 755  | 751  | 753  | 760  | 794  | 770  |
|               | 1975 | 2014 | 2017 | 2019 | 2021 | 2022 | 2023 |